# Pista libre
Pista Libre va ser un programa juvenil de televisió, emès per TVE entre 1982 i 1985.

## Format
El programa va tenir tres etapes diferenciades:
- Es va estrenar al gener de 1982 emetent-se els dissabtes al matí, una franja horària que, fins al moment havia estat copada per programes dirigits al públic infantil, com La guagua, 003 y medio o Sabadabada. Amb Pista Libre s'apuntava a un públic adolescent, de 13 i 17 anys. En el programa, s'emetia un llargmetratge, al qual seguia un cinema-club o debat sobre els temes abordats en el mateix amb participació dels joves. La fórmula va tenir el seu origen en el Festival de Cinema per a la Infància i la Joventut celebrat l'any anterior a la ciutat de Gijón i al qual va assistir al llavors responsable de programes infantils i juvenils de TVE, Blanca Álvarez a la qual nombrosos joves presents van proposar el disseny d'un programa d'aquestes característiques en la televisió pública.[1] quest format, en dissabtes alterns, es compaginava amb el típic de magazine: Reportatges, entrevistes i sobretot, propostes per al temps lliure: art, esport, teatre, naturalesa, música, còmics.[2][3] En aquesta etapa la presentació va ser a càrrec dels joves Sandra Sutherland, Izaskun Azurmendi i Rafael Izuzquiza i va durar fins a octubre de 1983. En aquesta etapa l'espai va ser pioner en la producció encara embrionària de videoclips per a grups pop espanyols com Mecano i el seu tema Perdido en mi habitación.[4]

- El 3 d'octubre de 1983 es va iniciar la segona etapa. Azurmendi va abandonar la presentació del programa. Es van mantenir Rafa Izuzquiza i Sandra Sutherland. El gener de 1984, Izuzquiza va ser substituït per Jesús Mari de la Calle, germà del realitzador del programa Tacho de la Calle. En aquesta nova etapa va haver-hi també canvi d'horari, ocupant-se la tarda dels dilluns (a les 19'30) i reduint-se la durada de dues a una hora. La primera emissió es va titular Ya estaba harto de trabajar los sábados por la mañana.[5] Va desaparèixer l'emissió d'una pel·lícula i el programa es va centrar en monogràfics sobre temes d'interès per als joves: esports de risc, turisme rural, educació sexual...

- La tercera i última etapa es va iniciar el dilluns 7 de gener de 1985. En aquesta ocasió, es va optar per convidar a un personatge rellevant al plató, que era sotmès a les preguntes dels joves. Aquesta nova etapa es va iniciar amb una entrevista al llavors President del Govern d'Espanya Felipe González.[6][7] Altres personatges que van passar pel programa van ser l'atleta José Manuel Abascal o el llavors President del Congrés dels Diputats Gregorio Peces-Barba Es van mantenir com a presentadors Sandra Sutherland i Jesús Mari de la Calle i va continuar fins a setembre de 1985.